# Renelde de Saintes
Sainte Renelde (ou Ernelle), morte vers 680, est la fille du comte Witger et d'Amalberge de Maubeuge et sœur de sainte Gudule. Morte (assassinée) avec ses deux serviteurs elle est considérée martyre par l'Église catholique et est vénérée dans le Brabant (Belgique).

## Éléments de biographie
Une ancienne tradition raconte que, lorsque ses parents entrèrent en vie religieuse, Renelde souhaita rejoindre son père à l'abbaye de Lobbes. Ce qui lui fut refusé. Elle se rendit alors en Terre sainte. Au retour de ce pèlerinage, sept ans plus tard, Renelde se retira du monde et s'installa à Saintes, un village du duché de Brabant, avec ses deux fidèles serviteurs, Grimoald et Gondulphe, à la ferme de Laubecq à Saintes, où elle s'adonna à des œuvres de charité. Vers 680, elle fut assassinée, avec ses deux serviteurs, par des Huns en maraude. Considérés comme martyrs, Renelde et ses compagnons sont commémorés, localement, le 16 juillet.

## Souvenir et vénération

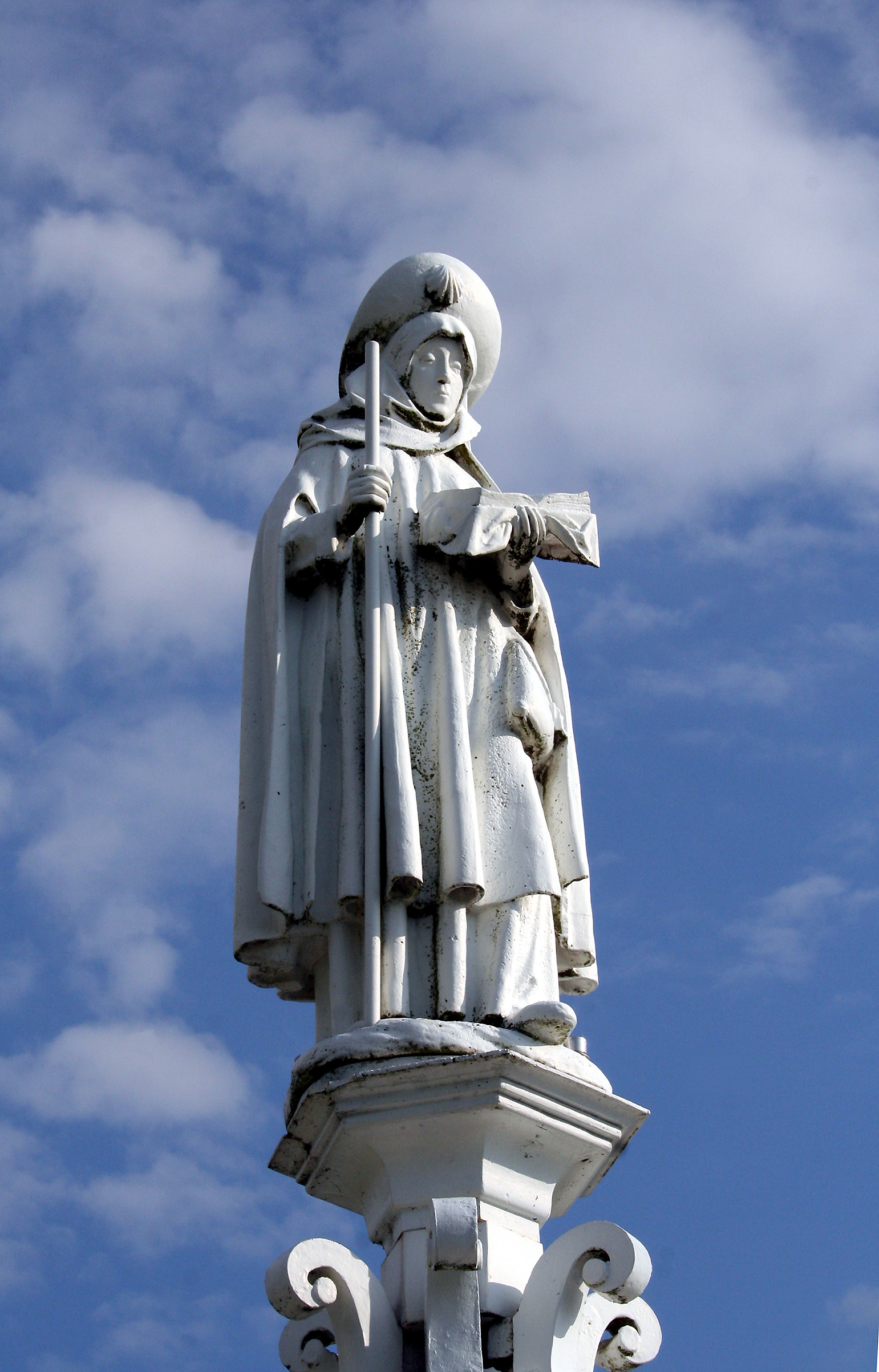
Statue de sainte Renelde surplombant le 'puits Sainte-Renelde' à Saintes (1861).

Selon la tradition locale, des miracles se produisirent sur leur tombe. Le corps de sainte Renelde fut exhumé en 866 et placé dans une châsse en argent par Jean XIX(?), évêque de Cambrai. En 1170 et 1352, les abbés de Lobbes, Jean et Pierre, visitèrent ces saintes reliques et les exposèrent à la vénération du peuple. Une partie des ossements est transférée à Lobbes.
- Les reliques se trouvent actuellement à Saintes dans une châsse en or datant du XVe siècle. Deux autres coffrets abritent les restes de ses compagnons. C'est également à Saintes que se trouve le « puits sainte Renelde », orné de colonnes et d'une statue en fonte de 232 kg représentant la sainte.
- Des églises lui sont dédiées à Saintes et Chercq et - sous le nom d'Ernelle - à Villécloye, en France.
- Iconographie: sainte Renelde est parfois représentée traînée par les cheveux, puis décapitée par les barbares, ayant à ses côtés un livre et l'épée, symbole de son martyre. Parfois dans un groupe de saints, avec sa mère sainte Amalberge et sa sœur sainte Gudule.
- Renelde est invoquée pour certains maux et plaies qui ne se guérissent pas, les fièvres, l'apoplexie, la paralysie, les maladies oculaires, la chute des cheveux, les ulcères, les scrofules, les éruptions et l'eczéma. On prenait de l'eau dans une prairie de ses parents pour faire des soins, des compresses.
- Tous les ans, le dimanche de la Trinité, le tour Sainte-Renelde (Saintes), composé d'une centaine de cavaliers accompagnant le char sur lequel trône la châsse des reliques, met à l'honneur la patronne du village.

## Liens
- Notices d'autorité :   - VIAF
  - GND